# Omar Rekik
Omar Rekik (in arabo عمر رقيق‎?; Helmond, 20 dicembre 2001) è un calciatore tunisino con cittadinanza olandese, difensore del Maribor.

## Biografia
È il fratello minore di Karim Rekik, anch'egli calciatore.
A differenza del fratello è destro di piede, può giocare anche a sinistra dimostrando buone doti nella costruzione dal basso. Abile nel mantenere la posizione, sa usare bene il suo corpo per contenere gli avversari e fermare le azioni, elegante e preciso negli interventi difficilmente commette falli pericolosi grazie alla puntualità e pulizia quando interviene in fase difensiva

## Carriera

### Club
Cresciuto nei settori giovanili di club prestigiosi come Olympique Marsiglia e Hertha Berlino, il 7 gennaio 2021 viene acquistato dall'Arsenal, che lo inserisce nella formazione Under-23.
Il 20 giugno 2022 viene ceduto a titolo definitivo allo Sparta Rotterdam.

### Nazionale
In possesso della doppia cittadinanza olandese e tunisina, nel maggio del 2021 ha scelto di rappresentare la selezione nordafricana, con cui ha esordito il 15 giugno 2021, nell'amichevole vinta per 1-0 contro il Mali. È stato in seguito convocato per la Coppa d'Africa 2021.

## Statistiche

### Presenze e reti nei club
Statistiche aggiornate al 16 gennaio 2022.
| Stagione        | Squadra           | Campionato      | Campionato | Campionato | Coppe nazionali | Coppe nazionali | Coppe nazionali | Coppe europee | Coppe europee | Coppe europee | Altre coppe | Altre coppe | Altre coppe | Totale | Totale |
| Stagione        | Squadra           | Comp            | Pres       | Reti       | Comp            | Pres            | Reti            | Comp          | Pres          | Reti          | Comp        | Pres        | Reti        | Pres   | Reti   |
| --------------- | ----------------- | --------------- | ---------- | ---------- | --------------- | --------------- | --------------- | ------------- | ------------- | ------------- | ----------- | ----------- | ----------- | ------ | ------ |
| 2020-gen. 2021  | Hertha Berlino II | RL              | 8          | 1          | -               | -               | -               | -             | -             | -             | -           | -           | -           | 8      | 1      |
| Totale carriera | Totale carriera   | Totale carriera | 8          | 1          |                 | -               | -               |               | -             | -             |             | -           | -           | 8      | 1      |

### Cronologia presenze e reti in nazionale
| Cronologia completa delle presenze e delle reti in nazionale ― Tunisia | Cronologia completa delle presenze e delle reti in nazionale ― Tunisia | Cronologia completa delle presenze e delle reti in nazionale ― Tunisia | Cronologia completa delle presenze e delle reti in nazionale ― Tunisia | Cronologia completa delle presenze e delle reti in nazionale ― Tunisia | Cronologia completa delle presenze e delle reti in nazionale ― Tunisia | Cronologia completa delle presenze e delle reti in nazionale ― Tunisia | Cronologia completa delle presenze e delle reti in nazionale ― Tunisia |
| Data                                                                   | Città                                                                  | In casa                                                                | Risultato                                                              | Ospiti                                                                 | Competizione                                                           | Reti                                                                   | Note                                                                   |
| ---------------------------------------------------------------------- | ---------------------------------------------------------------------- | ---------------------------------------------------------------------- | ---------------------------------------------------------------------- | ---------------------------------------------------------------------- | ---------------------------------------------------------------------- | ---------------------------------------------------------------------- | ---------------------------------------------------------------------- |
| 15-6-2021                                                              | Radès                                                                  | Tunisia                                                                | 1 – 0                                                                  | Mali                                                                   | Amichevole                                                             | -                                                                      | 45’                                                                    |
| 16-1-2022                                                              | Limbe                                                                  | Tunisia                                                                | 4 – 0                                                                  | Mauritania                                                             | Coppa d'Africa 2021 - 1º turno                                         | -                                                                      | 80’                                                                    |
| 23-1-2022                                                              | Garoua                                                                 | Nigeria                                                                | 0 – 1                                                                  | Tunisia                                                                | Coppa d'Africa 2021 - Ottavi di finale                                 | -                                                                      | 90+4’                                                                  |
| Totale                                                                 |                                                                        | Presenze                                                               | 3                                                                      |                                                                        | Reti                                                                   | 0                                                                      |                                                                        |